# Hemidactylus platycephalus
Hemidactylus platycephalus är en ödleart som beskrevs av  Peters 1854. Hemidactylus platycephalus ingår i släktet Hemidactylus och familjen geckoödlor. Inga underarter finns listade i Catalogue of Life.